# Bárður Jákupsson

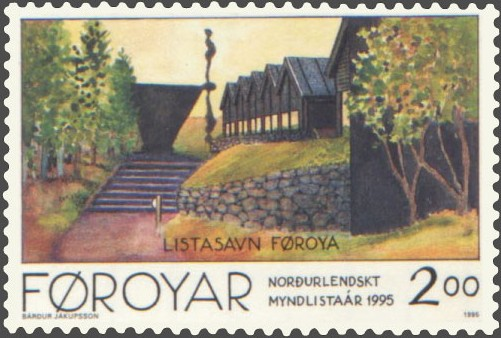
Das Kunstmuseum der Färöer. Briefmarke von Bárður Jákupsson (1995)

Bárður Jákupsson [ˈbɔaːɹʊɹ ˈjɔakʊpsːɔn] (* 23. Dezember 1943 in Tórshavn) ist ein färöischer Maler, Grafiker und Kunstbuchautor.

## Leben
Bárður ist Sohn von Hans Jacob Jacobsen (als Dichter unter dem Pseudonym Heðin Brú bekannt) und Katrina Malena Dalsgaard. 1967 heiratete er die Schulbuchautorin Kristin Hervør Lützen aus Gjógv. Das Paar lebt heute in Hoyvík. Zusammen haben sie die drei Söhne Róaldur (* 1974), Sveinur (* 1976) und Heðin (* 1980).
Bárður Jákupsson studierte nach seiner Lehrerausbildung von 1970 bis 1972 an der Malereischule der Königlich Dänischen Kunstakademie in Kopenhagen. Zunächst war er Lehrer an der Volkshochschule der Färöer und ab
1978 Direktor der Kunstgalerie der Färöer. Er gehört zu den rührigsten zeitgenössischen Künstlern des Nordatlantik-Archipels. Neben seinen vielen koloristischen und expressionistischen Gemälden ist er auch durch Buchillustrationen und vor allem diverse Briefmarkenserien des Postverk Føroya bekannt, die er gestaltet hat.
Bárður Jákupsson ist gleichzeitig ein wichtiger Autor von Büchern über die färöische Kunst. 2001 bis 2002 produzierte er eine elfteilige Fernsehserie zum gleichen Thema. In der neuen färöischen Überseefähre Norröna sind auch Werke von ihm zu sehen.

## Werke
- Mikines. E. Thomsen (Färöer) 1990 (255 Seiten, dänisch und färöisch, erhielt den Färöischen Literaturpreis 1991)
- William Heinesen som billedkunstner, i Tårnet midt i verden. (Färöer) 1994
- Tummas Arge. Listasavn Føroya (Färöer) 1998
- Myndlist í Føroyum. Sprotin (Färöer) 2000 – ISBN 99918-44-53-8
- Færøernes Billedkunst. Atlantia (Dänemark) 2000 – ISBN 87-91052-00-9 (dänische Ausgabe, Standardwerk)
- Ingálvur av Reyni, vatnlitamyndir. Atlantia (Dänemark) 2001 – ISBN 87-91052-01-7 (zweisprachige Ausgabe: dänisch und färöisch)